# علامه
علّامه (Allama, Allameh, Allamah) در لغت، صیغهٔ مبالغهٔ عربی است؛ به معنی کسی که بسیار می‌داند، دانشمند و بسیار داناست. از نظر اصطلاحی، علامه از القاب خاصی است که صرفاً به بعضی از دانشمندان برجستهٔ حوزه علوم اسلامی گفته شده و به آن شهره شده‌اند. هرچند به معنی پروفسور و Polymath نزدیک است، اما این لقب مانند آیت‌الله از القاب خاص دانشمندان مسلمان در کشورهای فارسی، عربی و اردو زبان است و همسانی در زبان‌های دیگر (به‌خصوص انگلیسی) ندارد.
علامه لقبی برای دانشمندان اسلامی است که در چندین رشته دست داشته، دارای معلومات وسیع بوده و صاحب‌نظر و تأثیرگذار بوده باشند. این لفظ جزء الفاظ رسمی حوزوی محسوب نمی‌شود؛ و حتی به همهٔ دانشمندان مسلمان با این ویژگی‌ها نیز گفته نمی‌شود، بلکه تنها عده‌ای از این دانشمندان به این لقب مشهور شده‌اند.
غالباً دربارهٔ اساتید صاحب‌نظر در فلسفه و گاه فقه و حتی ادبیات و فرهنگ — که معمولاً مطالعات دینی نیز دارند — گفته می‌شود. در مطالعات دینیِ معاصر، در اغلب موارد، علامه به تنهایی اشاره به علامه طباطبائی می‌باشد؛ و در گذشته در فقه معمولاً اشاره به علامه حلی است.
علامه دانش خود را از طریق استدلال کسب می‌کند؛ از این‌رو اکثر معروفین به «علامه»، فیلسوف نیز بوده‌اند. در عصر پیش از اسلام، میان اعراب، کسی را که آگاه به انساب مردمان بوده علامه می‌گفتند.

## مشهورین به لقب علامه
در حوزهٔ دینی [و بعضاً ادبی] افراد زیر مشهور به علامه می‌باشند:

### معروف‌تر به علامه
- علامه طباطبایی: سید محمدحسین طباطبایی، معاصر، از مفسران معاصر و صاحب تفسیر المیزان (در مطالعات دینیِ معاصر، در اغلب موارد، علامه به‌تنهایی اشاره به وی می‌باشد)
- علامه حسن‌زاده آملی: حسن حسن‌زاده آملی (حسن طبری آملی) حکیم متأله و عارف معاصر و معروف به علامه ذوالفنون
- علامه جوادی آملی: عبدالله جوادی آملی، از مراجع تقلید، حکیم متأله، عارف و مفسر معاصر صاحب تفسیر تسنیم
- علامه مجلسی: محمدباقر بن محمدتقی مجلسی ثانی، از محدثین قرن یازدهم و صاحب بحارالانوار
- علامه حلی: حسن بن یوسف بن مطهر حلی، ملقب به آیت‌الله و معروف به علامهٔ دهر، از فقهای قرن هشتم؛ (در فقه هرگاه کلمهٔ «علامه» را بدون قرینه‌ای ذکر می‌کنند، معمولاً منظورشان اوست)
- علامه امینی: عبدالحسین امینی، از علمای معاصر و صاحب کتاب الغدیر
- علامه جعفری: محمدتقی جعفری، فیلسوف مسلمان و مولوی‌شناس معاصر
- علامه مصباح یزدی: محمدتقی مصباح یزدی، فیلسوف معاصر[۴] و[۵]
- علامه عسکری: سید مرتضی عسکری، محقق و نویسنده معاصر و رئیس دانشگاه اصول دین
- علامه طهرانی: سید محمدحسین حسینی طهرانی، عارف، حکیم و فقیه معاصر
- علامه مظفر (محمدرضا مظفر)، فقیه، اصولی، متکلم، فیلسوف و محقق معاصر.
- علامه بحرالعلوم: سید محمدمهدی طباطبائی بروجردی، از فقهای قرن دوازدهم
- علامه بهلول گنابادی از فقها فیلسوفان و عارفان شیعه دوازده امامی
- علامه قاضی: سید علی قاضی، عارف، حکیم و فقیه معاصر [نیازمند منبع]
- علامه وحید یا علامه ثانی: محمدباقر وحید بهبهانی: از فقهای قرن دوازدهم، اصولی بزرگ و مجدد اصولیگری
- خواجه نصیرالدین طوسی: محمد بن محمد بن حسن الطوسی، فقیه متکلم قرن هفتم معروف به علامهٔ بَشَر (علّامة البشر)
- علامه رفیعی: سید ابوالحسن رفیعی قزوینی، فیلسوف متاله و فقیه معاصر
- علامه زمخشری: جارالله زمخشری، مفسر و دانشمند مسلمان قرن ششم قمری
- علامه سید منیرالدین: سیدمنیرالدین حسینی الهاشمی، فیلسوف، مؤسس فلسفه شدن اسلامی، مؤسس اصول فقه حکومتی، مؤسس نظریه فلسفه تاریخ شیعی، وحدت بین علوم پایه، … و بنیان‌گذار فرهنگستان علوم اسلامی[۶]
- علامه محمدابراهیم کلباسی

### کم‌تر معروف به علامه
- علامه [جلال‌الدین] دوانی (جلال‌الدین دوانی)، از فلاسفه و متکلمین قرن نهم[۷]
- علامه [علی] دوانی (علی دوانی)، از فقها و مورخین معاصر[۸]
- علامه شوشتری (محمدتقی شوشتری)، از رجالیون و فقهای معاصر[نیازمند منبع]
- علامه شعرانی (میرزا ابوالحسن شعرانی)، حکیم معاصر و مشهور به علامه ذوالفنون[۹]
- علامه تفتازانی (سعدالدین مسعود تفتازانی)، فقیه، متکلم، ادیب و عالم اسلامی قرن هشتم قمری[نیازمند منبع]
- علامه نائینی (محمدحسین نائینی)، از مجتهدین بزرگ و حامیان مشروطه.[۱۰]
- علامه سید حیدر آملی (میر حیدر آملی)، عارف، نویسنده و مفسر قرن هشتم.[۱۱]
- علامه کرباسچیان (علی‌اصغر کرباسچیان)، مجتهد معاصر و مؤسس مدرسه علوی[۱۲]
- علامه حسن مصطفوی (میرزا حسن مصطفوی)، مفسر معاصر[۱۳]
- علامه محدث نوری (حسین محدث نوری)، محدث قرن گذشته و صاحب کتاب مستدرک وسائل الشیعه[۱۴]
- علامه سعیدالعلماء (سعیدالعلماء مازندرانی)، از فقها و مراجع تقلید ایرانی در قرن گذشته[۱۵]
- علامه فیض کاشانی (ملا محسن فیض کاشانی)، فقیه، مفسر و محدث قرن یازدهم[نیازمند منبع]
- علامه محمودی (محمدباقر محمودی) پژوهش حول نهج‌البلاغه و مناقب اهل بیت[۱۶]
- علامهٔ بحرانی (سید هاشم بحرانی)، محدث و مفسر اخباری بزرگ قرن دوازدهم[۱۷]
- علامه ریاحی (علی ریاحی نبی)، پژوهشگر تاریخ اسلام و مجتهد معاصر[۱۸] و[۱۹]
- علامه حیدری (سید کمال حیدری)، مجتهد و مرجع تقلید شیعه
- علامه لنگرودی (محمدجعفر جعفری لنگرودی)، حقوقدان، فقیه، مجتهد، ادیب، فیلسوف، شاعر[۲۰][۲۱][۲۲][۲۳][۲۴][۲۵]

### غیر ایرانی
- علامه سید صفدر حسین نجفی (پاکستانی)، روحانی و نویسنده شیعی معاصر[نیازمند منبع]
- علامه سیدابوالاعلی مودودی (پاکستانی) متفکر مسلمان[۲۶]
- علامه کوکب نورانی اکاروی (پاکستانی) متفکر مسلمان[۲۷]
- علامه شبلی نعمانی (شبه قاره هند) متفکر مسلمان[۲۸]
- علامه شبیر احمدعثمانی (شبه قاره هند) متفکر مسلمان معاصر[۲۹]
- علامه انور شاه کشمیری (شبه قاره هند) محدث و فقیه حنفی (درگذشته ۱۳۵۲ قمری)[۳۰]

### حوزه ادبی
- علامه قزوینی؛ شاعر، ترانه‌سرا، ادیب معاصر و پژوهشگر تاریخ و فرهنگ ایران[۳۱]
- علامه دهخدا؛ سیاستمدار، روزنامه‌نگار، شاعر، ادیب معاصر و نویسنده بزرگ‌ترین لغتنامه فارسی[۳۲]
- علامه همایی، شاعر و ادیب معاصر[۳۳]
- علامه مهدی محقق، ادیب، و فقیه معاصر و پژوهشگر تاریخ پزشکی اسلامی[۳۴]
- علامه اقبال لاهوری، شاعر و ادیب